# 浅間神社 (飯能市)
浅間神社（せんげんじんじゃ）は、埼玉県飯能市の神社。

## 歴史
創建年代は不明である。別当寺の新福寺が観音像を安置したことで、「子安観音」として崇敬されるようになった。当初は別の場所に位置していたが、1865年（慶応元年）に現在地に移転した。その際に名主の安藤直衛門は川越城において神仏分離と廃仏毀釈の動きを察知し、村民一体となって観音像を守り通した。
1872年（明治5年）、近代社格制度に基づく「村社」に列せられた。現在の社殿は1982年（昭和57年）に新築されたものである。

## 文化財
- 小瀬戸の獅子舞（飯能市指定無形民俗文化財 平成20年3月28日指定）[2]

## 交通アクセス
- 路線バス小瀬戸停留所より徒歩8分。